# Unconditionally
«Unconditionally» — en español: Incondicionalmente — es una canción interpretada por la cantante estadounidense Katy Perry y el segundo sencillo de su tercer álbum de estudio Prism. La canción fue escrita por Katy, en compañía de Lukasz Gottwald, Max Martin y Henry Walter y producida por los tres últimos. La canción fue publicada el 16 de octubre de 2013. En general, es una canción que contiene variados ritmos como el power pop, el rock electrónico, el synthpop y el dance.
«Unconditionally» tuvo muy buena recepción en cuanto a la crítica y los medios, sin embargo se convirtió en el sencillo de la cantante con más bajo rendimiento en los Estados Unidos desde la canción «Thinking of You» del año 2009, alcanzando el lugar n.º 14 de la lista Billboard Hot 100.

## Composición
«Unconditionally» tiene una duración de tres minutos con cuarenta y nueve segundos, y es una balada electrónica con claras influencias del power pop, además de rock, pop rock y elementos de la música cristiana contemporánea y del dance. La letra de la canción habla de un amor incondicional, que puede ocurrir de cualquier forma y en cualquier tipo de relación, de padre a hijo, de hermano a hermano.

## Recepción
Al poco tiempo de ser lanzada, la canción tuvo críticas positivas. James Shotwell de Under the Gun Review le dio una crítica positiva, indicando que «Perry está haciendo realmente duro a la gente interesarse por otros nuevos lanzamientos de pop que no sean los suyos». Shotwell aseguró que era de lejos su canción preferida hasta el momento de PRISM, y que estaba impaciente por escuchar el resto del álbum, además de decirles a los lectores que la canción era de "escucha imprescendible".
Jeff Benjamin de Fuse aseguró que Katy no mostró «vocales de diva», sino que estuvo «perspicaz a la hora de demostrar su capacidad vocal en la canción».  Muumuse alabó su melodía y expresó entusiasmo por su lanzamiento en iTunes.
Carson Daly de AMP Radio no dudó en manifestar su entusiasmo: «Me encanta. En mi opinión, Katy Perry está en su mejor momento», además de decir que: «Hay una sensación de urgencia en la canción... suena atemporal».

## Video musical
Dos días después del estreno de la canción, fue lanzado un lyric video en blanco y negro en su cuenta oficial de VEVO y YouTube. En el video participan la actriz Janell Shirtcliff y la modelo Erika Linder, expresando su amor incondicional; y está dirigido por Aya Tanimura (también director del lyric video de Roar).
El video oficial del sencillo fue dirigido por Brent Bonacorso, y grabado en Londres en octubre de 2013. Está inspirado por la película de 1988 Dangerous Liaisons y Ana Karenina.
El 14 de noviembre de 2013 fue lanzado un adelanto del video de 40 segundos de duración, que supera los 5 millones  de visitas en YouTube. Finalmente, la premier del mismo fue el 19 de noviembre en la cadena de televisión estadounidense MTV. El 20 de noviembre se subió el videoclip en el canal oficial de la cantante a través de su cuenta oficial de VEVO en YouTube, haciendo así oficial su lanzamiento. También, Katy Perry hizo mención del estreno a través de su cuenta oficial de Twitter, comentando que usó vestidos de Chanel, Dolce & Gabbana y Wes Gordon.  Al final del tuit, un enlace redirige al video.
A julio de 2024 el video oficial junto al video de letra sobrepasan las 700 millones de vistas. 

### Concepto
Brent Bonacoroso en una plática con MTV News, explicó el significado y concepto del videoclip. Mencionó que: "Cuando ella canta esta canción, no canta a la ligera. Este amor del que habla, es como una fuerza de la naturaleza, una tormenta épica y una tempestad y eso es definitivamente algo que quería capturar". "Quería crear mundo más misterioso, elegante y sofisticado para vivir. Que no fuese como un período de tiempo y que fuera algo sumamente acercado a la creación de una impresión y un sentimiento." Hizo énfasis en escenas clave como el choque del auto, el búho y la cama en llamas. Katy se hace amiga de un búho en el video. Y este compañero alado juega un papel importante en la historia. "Simbólicamente, una vez más, usé estas alegorías de ensueño y había un poco de pensamiento puesto en esto... pero yo quería crear en la mente del espectador la impresión del amor incondicional y el búho es un símbolo indiscutible de gran alcance de algo fuerte, algo libre". Dijo "Ella se libera hacia el mundo literalmente. Deja que esa fuerza salvaje que está dentro de ella se libere. Esto es una parte importante del amor y que tienes que liberar. Creo que puede haber un viejo dicho acerca de eso". También explicó que "Una de las imágenes clave que creo que eran fundamentales en el vídeo y con un concepto muy importante para mí, son las del fuego y el choque del auto. Alguna vez describí la experiencia de enamorarse; de repente tu mundo se vuelve violento y cambia radicalmente. Te pega de la nada",  explicó Bonacorso. "Compartí esto con Katy y ella realmente amó ese concepto y me sentí identificado realmente con ella de inmediato, ella se sentía de la misma manera". El fuego y la nieve son dos elementos que juegan un papel importante en el video. "Luego hablamos de cómo el amor puede arder como un infierno, como este fuego que está dentro de ti que sólo tienes que dejar salir". "Y realmente ella (Katy Perry) estaba identificada con estos conceptos. Creo que tal vez por su propia experiencia, sintió que aquellos trabajaban para su mundo y sus experiencias. Y no sólo Katy es atropellada por un coche, también aparece rodeada por un 'tornado' de coloridas flores. Esas dos imágenes están relacionadas entre sí". Bonacorso señaló:  "Este es un símbolo de la alegría, de la alegría en el amor, esa explosión de color, es una explosión de cosas maravillosas. El accidente de auto y el 'accidente' de flores suceden simultáneamente. El accidente de auto representa la naturaleza casi violenta y repentina de amor, cuando realmente pone sus ganchos sobre ti y tu mundo cambia realmente. Entonces las flores representan lo Gozoso y Maravilloso que puede ser el Amor, aún y con todo si el impacto es violento cuando entra en tu vida. Estamos aquí para jugar con esos dos. ¡Es algo Hermoso y suave!, pero tan espectacular como podría ser ". 
Perry mencionó el concepto del video en una entrevista a MTV, comentando que: 

"La escena donde la impacta el auto por las espaldas, representa a cuando el amor te golpea justo de esa manera, llega de forma repentina como un choque de auto". También dijo "Es sobre todo un precioso video que expresa el poder del amor y la belleza. Eso es incondicional".

### Trama
El video se caracteriza por tener efectos 3-D y VFX, escenas en cámara lenta y varios simbolismos plasmados por el estilo único que caracteriza a Brent Bonacorso. A lo largo del video se aprecian escenas donde se ve a varias parejas bailando en un salón de lujo y bajo la nieve. Katy Perry aparece cantando luciendo tres atuendos: uno blanco y con collares de perlas, otro de terciopelo verde, y el último de color anaranjado, con motivos dorados y aretes en forma de cruz. Al inicio, un Búho posa sobre el brazo de la cantante, que al final, lo deja volar en libertad. Se aprecia también, una cama con sábanas de seda, mientras que los bailarines en pose relajada, miran hacia la cama que de un momento comienza a incendiarse. De igual forma se ve a Perry que comienza a "desprender" llamas a su alrededor. En seguida se ven varias escenas, de una familia reunida sentada en un sofá, una pelea entre 2 hombres, un niño haciendo una ceña, entre otras, todas acompañadas de una lluvia de pétalos de rosas y papelillos dorados. Finalmente, Katy aparece de nuevo bajo la nieve, y en otro corte, corre a través del salón. En ambos cortes, Katy voltea de forma repentina donde simultáneamente se ven dos escenas clave: un resplandor se dirige hacia ella, tratándose de un auto que impacta en sus espaldas estallando en cientos de fragmentos y cristales, mientras que en la otra escena, docenas de flores emergen detrás de ella como un torbellino, tratándose igualmente de un "choque", metafóricamente. Se aprecian también escenas de una mujer que cae en el agua, y la mano de un hombre aparece, enlazándose con la de ella para al final salir los dos a la superficie. Por último se muestran varios cortes de todo el video junto con la cantante recostada sobre el auto que ahora aparece tapizado de flores. El video termina de esta manera, con una escena de la mirada de Katy Perry.

## Promoción
El 23 de octubre, Perry interpretó por primera vez el tema junto a otras canciones de Prism en el concierto "We Can Survive" en la Hollywood Bowl, en Los Ángeles, California. También interpretó la canción el 10 de noviembre del mismo año, en los MTV Europe Music Awards 2013 junto a Will Ferrell (éste como su popular personaje Ron Burgundy).

## Lista de canciones
- Sencillo de CD[29]

1. "Unconditionally" – 3:48
2. "Unconditionally" (Instrumental) – 3:48

## Posicionamiento
| Lista (2013–14)                             | Mejor posición |
| ------------------------------------------- | -------------- |
| Australia (ARIA)                            | 11             |
| Austria (Ö3 Austria Top 40)                 | 16             |
| Bélgica (Flandes) (Ultratop 50)             | 49             |
| Bélgica (Flandes) (Ultratip Bubbling Under) | 3              |
| Bélgica (Valonia) (Ultratop 50)             | 26             |
| Bélgica (Valonia) (Ultratip Bubbling Under) | 1              |
| Bulgaria (IFPI)                             | 5              |
| Canadá (Canadian Hot 100)                   | 13             |
| Croatia (Croatian Airplay Radio Chart)      | 16             |
| República Checa (Rádio Top 100)             | 7              |
| Francia (SNEP)                              | 38             |
| Alemania (Media Control AG)                 | 22             |
| Hungría (Rádiós Top 40)                     | 14             |
| Irlanda (IRMA)                              | 27             |
| Italia (FIMI)                               | 6              |
| Lebanon (The Official Lebanese Top 20)      | 6              |
| Mexico Anglo Chart (Monitor Latino)         | 17             |
| Países Bajos (Dutch Top 40)                 | 32             |
| Nueva Zelanda (Recorded Music NZ)           | 26             |
| Polonia (Polish Airplay Top 100)            | 17             |
| Russia (Tophit Weekly General Airplay)      | 69             |
| Escocia (Scottish Singles Sales Chart)      | 24             |
| Eslovaquia (Rádio Top 100)                  | 11             |
| España (Top 100 Canciones)                  | 40             |
| Suecia (Sverigetopplistan)                  | 48             |
| Suiza (Schweizer Hitparade)                 | 27             |
| Reino Unido (UK Singles Chart)              | 25             |
| Estados Unidos (Billboard Hot 100)          | 14             |
| Estados Unidos (Adult Contemporary)         | 16             |
| Estados Unidos (Adult Top 40)               | 7              |
| Estados Unidos (Hot Dance Club Songs)       | 1              |
| Estados Unidos (Mainstream Top 40)          | 8              |
| Venezuela Pop Rock (Record Report)          | 13             |

## Certificaciones
| País           | Organismo certificador | Certificación | Ventas certificadas | Ref.   |
| -------------- | ---------------------- | ------------- | ------------------- | ------ |
| Australia      | ARIA                   | Platino       | 70 000              | [ 61 ] |
| Canadá         | CRIA                   | Platino       | 80 000              | [ 62 ] |
| Dinamarca      | IFPI — Dinamarca       | Oro           | 30 000              | [ 63 ] |
| Estados Unidos | RIAA                   | 2X Platino    | 2 000 000           | [ 64 ] |
| Italia         | FIMI                   | Platino       | 50 000              | [ 65 ] |
| Noruega        | IFPI — Noruega         | Oro           | 5000                | [ 66 ] |
| Reino Unido    | BPI                    | Plata         | 200 000             | [ 67 ] |
| Suecia         | IFPI — Suecia          | Oro           | 20 000              | [ 68 ] |
| Venezuela      | APFV                   | Platino       | 10 000              | [ 69 ] |

## Historial de lanzamiento
| País           | Fecha                   | Formato                  | Discográfica |
| -------------- | ----------------------- | ------------------------ | ------------ |
| Estados Unidos | 22 de octubre de 2013   | Contemporary hit radio   | Capitol      |
| Australia      | 23 de octubre de 2013   | Contemporary hit radio   | Universal    |
| Estados Unidos | 5 de noviembre de 2013  | Adult contemporary radio | Capitol      |
| Alemania       | 2 de noviembre de 2013  | CD single                | Universal    |
| Italia         | 2 de noviembre de 2013  | Contemporary hit radio   | Universal    |
| Reino Unido    | 16 de diciembre de 2013 | Impact Day               | Virgin EMI   |